# Bistum Pala
Das Bistum Pala (lat.: Dioecesis Palaensis) ist eine im Tschad gelegene römisch-katholische Diözese mit Sitz in Pala.

## Geschichte
Das Bistum Pala wurde am 19. Dezember 1956 durch Papst Pius XII. mit der Apostolischen Konstitution Qui Christo iubente aus Gebietsabtretungen des Bistums Garoua als Apostolische Präfektur Pala errichtet. Die Apostolische Präfektur Pala wurde am 16. Januar 1964 durch Papst Paul VI. mit der Apostolischen Konstitution Christi fidelium zum Bistum erhoben und dem Erzbistum N’Djaména als Suffraganbistum unterstellt.

## Bischöfe von Pala
1. Honoré Jouneaux OMI, 1957–1964
2. Georges-Hilaire Dupont OMI, 1964–1975
3. Jean-Claude Bouchard OMI, 1977–2020
4. Dominique Tinoudji, seit 2021